# Desliga a Televisão
Desliga a Televisão é uma série de televisão portuguesa de humor criada por Henrique Cardoso Dias, Roberto Pereira e Frederico Pombares. A série estreou a 8 de setembro de 2019, na RTP1, e concluiu a transmissão a 20 de dezembro de 2019.

## Formato
A série inclui sketches que são exibidos como se estivesse a ser feito zapping, ou seja, sempre que o canal é "mudado" surge um momento humorístico, com logótipo e estética diferentes, podendo aparecer uma cena de uma telenovela, a meteorologia, um anúncio, uma reportagem de um noticiário ou um talent show.

## Elenco
- Jorge Mourato
- Pedro Alves
- Susana Mendes
- Patrícia Tavares
- Márcia Breia
- Jorge Corrula
- Rui Melo
- Ana Guiomar
- Diogo Valsassina
- Rodrigo Saraiva
- Inês Aires Pereira
- Lídia Franco
- Sílvia Filipe
- Ana Cloe
- Carlos Cunha
- Joana Brandão
- Rosa do Canto
- Fernando Mendes

## Paródias
Alguns dos programas parodiados na série:
- Então Mostra Lá (Got Talent Portugal)
- Deves Ter a Mania (Quem Quer Ser Milionário?)
- Geração Baldas (Morangos com Açúcar)
- Casa Dos Enrolanços (Secret Story - Casa dos Segredos)
- Quanto + Debates + Eu Gosto de Ti (E Se Fosse Consigo?)
- Dança Das Celebridades (Dança com as Estrelas)
- Coração Salgado (Mar Salgado)
- Bronca na Cozinha (Pesadelo na Cozinha)
- O Programa da Outra/O Programa da Cláudia (O Programa da Cristina)
- Portugal Notícias (Portugal em Direto)
- Amor e Um Palheiro (Quem Quer Namorar com o Agricultor?)
- Na Primeira Pessoa (Alta Definição)
- Em Pratos Limpos (MasterChef)
- Quem Quer Levar Com o Meu Filho (Quem Quer Casar Com o Meu Filho?)
- É Ou Não É (Prós e Contras)
- À Boleia do Coração (O Carro do Amor)
- Portugal aos Saltos (Somos Portugal)
- Assim Tipo Casados (Casados à Primeira Vista)
- Mestre de Obras (Querido, Mudei a Casa!)
- Opinião Geral (Opinião Pública)
- Tudo a Nu (Começar do Zero)